# Michael Murach
Michael Murach   (Gelsenkirchen, 1 de febrer de 1911 - Dubrovka, 16 d'agost de 1941) va ser un boxejador alemany que va competir durant la dècada de 1930.
El 1936 va prendre part en els Jocs Olímpics d'Estiu de Berlín, on guanyà la medalla de plata de la categoria del pes wèlter del programa de boxa. Va perdre en la final contra el finlandès Sten Suvio. El 1937 es proclamà campió d'Europa del pes wèlter. També guanyà cinc campionats alemanys, el 1935 i de 1937 a 1940.
Va morir el 1941, al setge de Leningrad, durant la Segona Guerra Mundial.